# Before the Throne of Infection
 (mai 2017).
Si vous disposez d'ouvrages ou d'articles de référence ou si vous connaissez des sites web de qualité traitant du thème abordé ici, merci de compléter l'article en donnant les références utiles à sa vérifiabilité et en les liant à la section « Notes et références ».
Albums de Annotations of an Autopsy
Welcome to Sludge City (EP)
(2007) The Reign of Darkness
(2010)
Before the Throne of Infection est le premier véritable album studio du groupe de deathcore britannique Annotations of an Autopsy.
Il s'agit cependant de la deuxième production du groupe, en comptant leur précédente EP Welcome to Sludge City (2007).
L'album, sorti le 14 avril 2008 sous le label britannique Siege of Amida Records, permet au groupe de se faire connaître au-delà de l'Angleterre et de commencer à faire des tournées à travers l'Europe.

## Liste des titres
| 1.    | Rise of the Leviathan                | 0:53 |
| 2.    | Keeper of the Plaguelands            | 3:36 |
| 3.    | Human Dust                           | 3:55 |
| 4.    | Sludge City                          | 2:45 |
| 5.    | The Childsnatcher                    | 1:57 |
| 6.    | Prosthetic Erection                  | 3:20 |
| 7.    | Years of Disgust                     | 5:42 |
| 8.    | Fisted to the Point of Regurgitation | 2:39 |
| 9.    | Deities                              | 3:01 |
| 10.   | Before the Throne of Infection       | 3:00 |
| 30:48 |                                      |      |